# Надычи
Надычи (укр. Надичі) — село в Куликовской поселковой общине Львовского района Львовской области Украины.
Население по переписи 2001 года составляло 371 человек. Занимает площадь 10,23 км². Почтовый индекс — 80371. Телефонный код — 3252.